# Popa (vaixell)

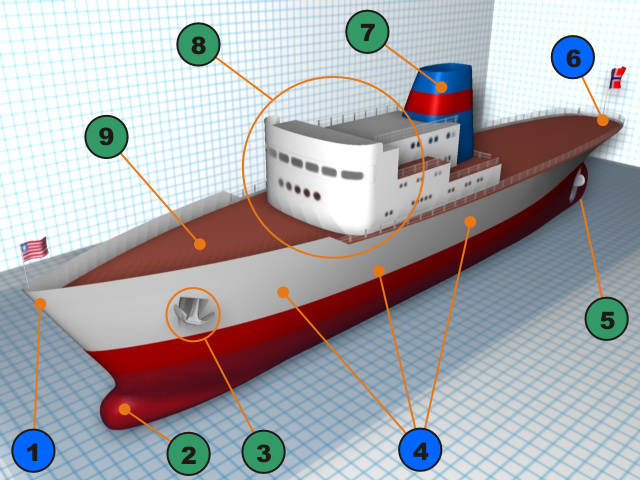
Parts bàsiques d'una embarcació. 1. Proa. 2. Bulb de proa. 3. Àncora. 4 Costat de Babord. 5. Hèlix. 6. Popa. 7. Xemeneia. 8. Superestructura. 9. Coberta.

La popa és la part posterior del buc d'una nau o vaixell. Habitualment és on es disposen el timó i les eines de navegació. Solia ser la part que ocupaven els oficials. La Galera Reial, destaca la decoració de la popa, amb talles i quadres que representen escenes mitològiques.

## Galeria

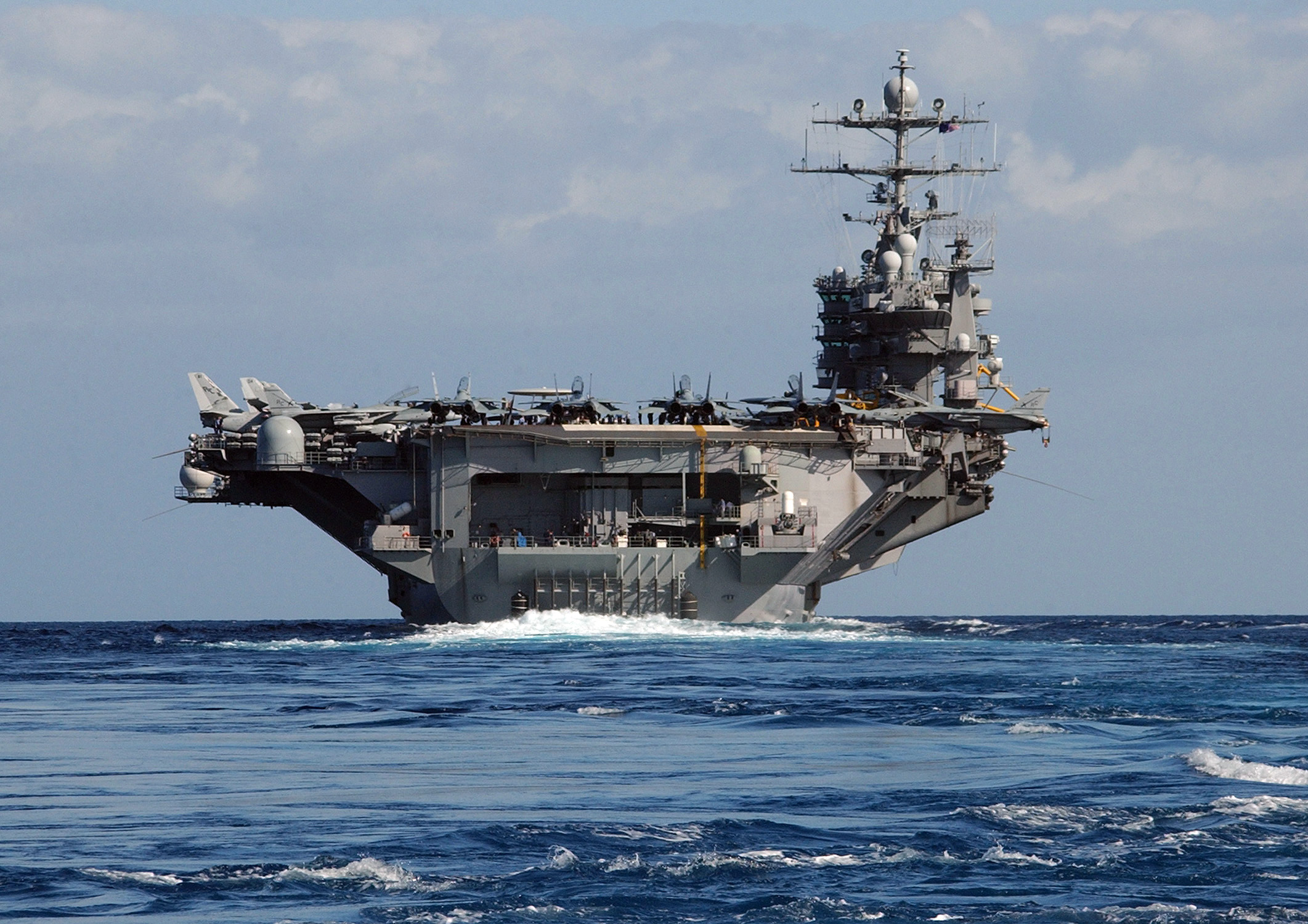
Popa d'un portaavions nord-americà de la classe Nimitz
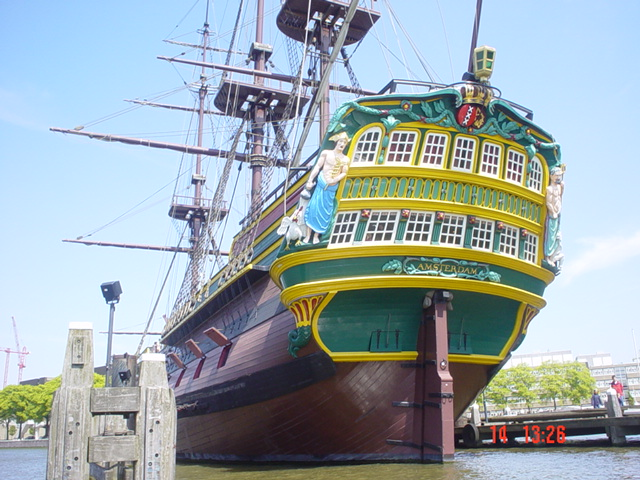
Popa decorada del veler neerlandès Amsterdam, s. XVIII
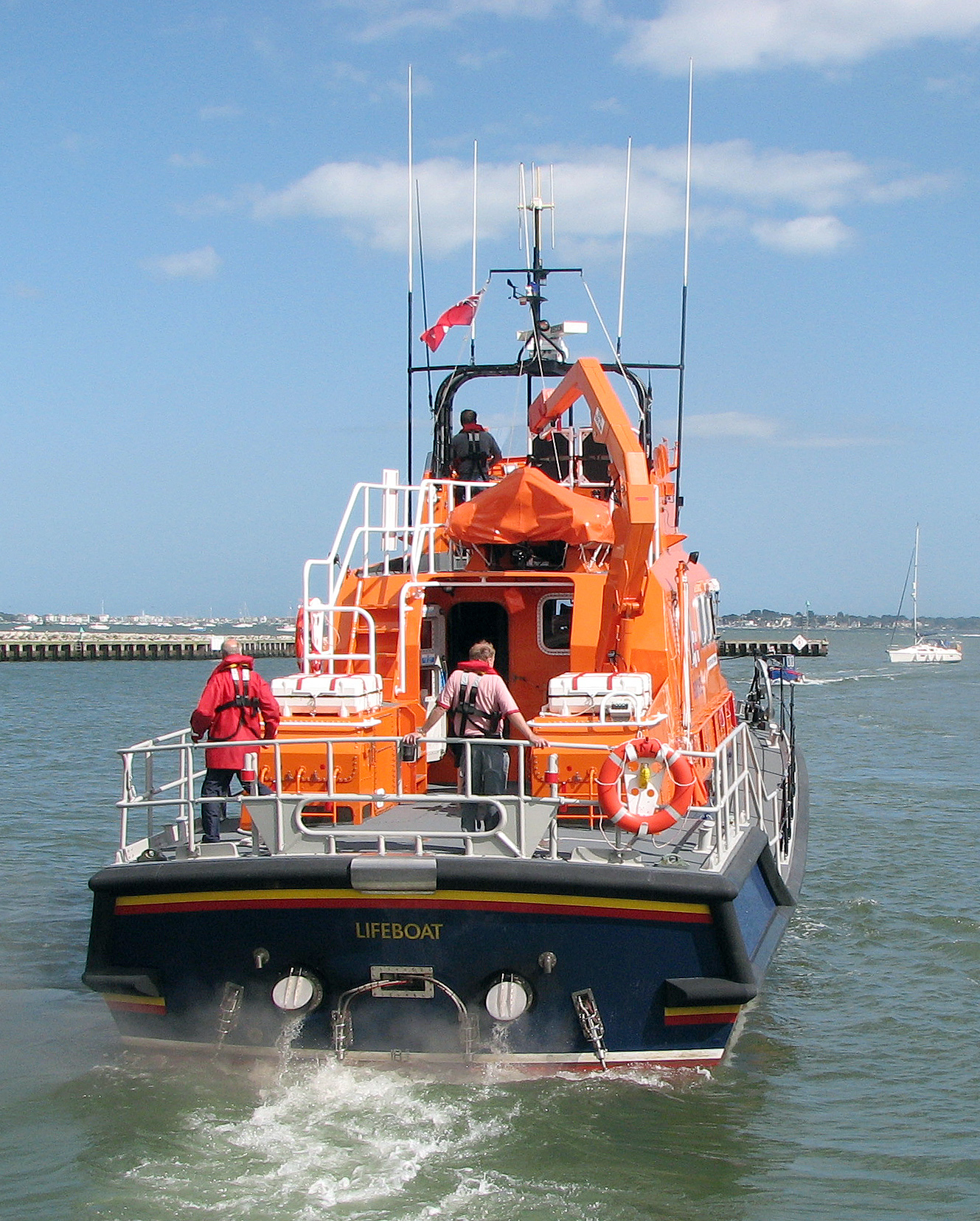
La popa d'una llanxa de salvament anglesa de la classe Severn
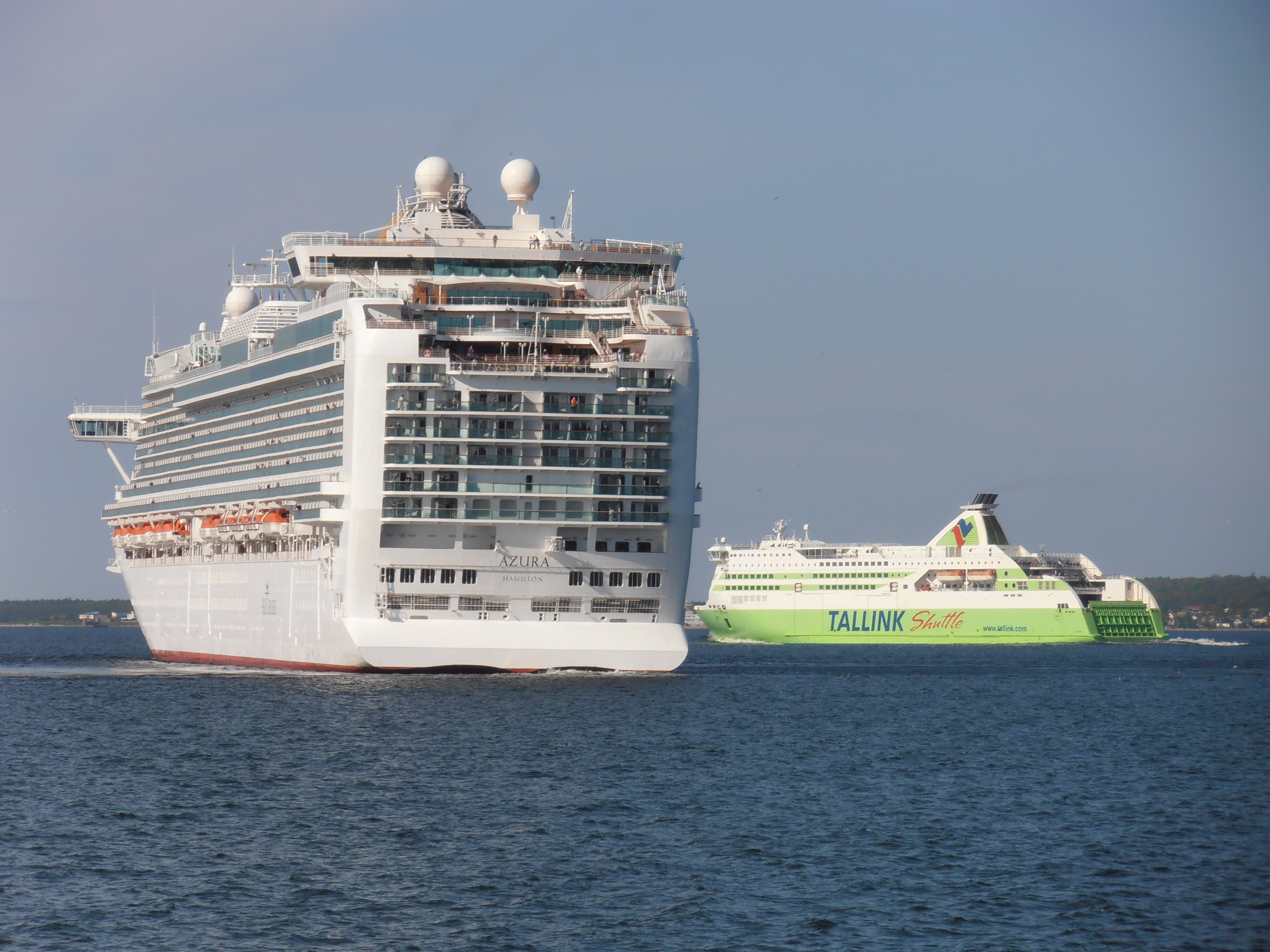
Popa del gran creuer de passatgers